# Konstantīns Budilovs
Konstantīns Budilovs (Riga, 21 marzo 1991) è un ex calciatore lettone, di ruolo difensore.

## Carriera

### Club
Budilovs ha cominciato la carriera con la maglia dell'Olimps Rīga, prima di passare allo Jūrmala. Dal 2012 al 2013 è stato in forza allo Spartaks. Nel 2014 si è trasferito ai norvegesi dello Spjelkavik. È poi tornato in patria, per giocare nel Gulbene e nell'Olaine.

### Nazionale
Budilovs giocò una partita per la Lettonia under 21, valida per le qualificazioni al campionato europeo di categoria del 2013. Il 3 giugno 2011, infatti, fu titolare nella sconfitta per 2-0 contro la Slovacchia under 21.